# 死亡论文
《死亡论文》（西班牙語：Tesis）是亚历桑德罗·阿曼巴拍摄的第一部长片,由安娜·托伦特、费雷·马丁内兹和爱德华多·诺列加主演。
影片在评论界和商业上都获得了巨大的成功，标志着这位西班牙导演事业的开始。影片获得多个奖项，包括戈雅最佳电影奖、最佳原创剧本奖和最佳新人导演奖。

## 剧情
安吉拉正在准备关于视听暴力的博士论文。她的导师意外发现了一部电影，结果第二天他被发现死在了放映室里。
切马是安吉拉系里的同学。安吉拉和切马决定拿走录像带。观看中他们发现那是一部虐杀电影。影片里面一个女孩被折磨、杀死。他们发现了一个从未见过的、危险的电影世界。安吉拉很可能会成为下一部虐杀电影的女主角。

## 趣闻
- 电影部分拍摄与马德里康普顿斯大学的信息学院，也正是亚历桑德罗·阿曼巴学习过的学院。拍摄在八月进行，因为这时系里没有人。

- 电影中安吉拉查阅购买xt-500摄像机的人的名单时，亚历桑德罗·阿曼巴的名字出现在了数据库里。

- 阿曼巴把一个多次挂他科老师的名字用在了卡斯特罗教授身上。

- 博斯科也是阿曼巴在自己的一个短片中出演过的角色的名字。

- 在那部短片中，博斯科（阿曼巴）也用索尼xt-500这款摄像机。

- 在一个场景中切马在看《北风神的传奇》。

- 在地道中的戏里，有一个蜘蛛和蜘蛛网在一起的画面。这里阿曼巴想用相似的场景向查尔斯·劳顿的《猎人的夜晚》致敬。

- 在安吉拉的房间里，有一幅《不羁的天空》的海报。

- 在一个场景中，切马穿着一件有关富有争议的电影《人食人实录》的T恤。